# Сорокопуд північний
Сорокопу́д півні́чний (Lanius borealis) — вид горобцеподібних птахів родини сорокопудових (Laniidae). Мешкає в Північній Америці і Північно-Східній Азії. В Україні рідкісний, залітний вид. Північний сорокопуд раніше вважався конспецифічним з сірим сорокопудом, однак у 2017 році за результатами аналізу мітохондріальної ДНК був визнаний окремим видом.

## Опис
Північний сорокопуд — це великий сорокопуд розміром з чикотня з великою головою, короткими закругленими крилами і відносно довгим східчастим хвостом. Довжина птаха становить 23-38 см, розмах крил 30-35 см, вага близько 60-80 г. Самці та самиці мають схожі розміри. Верхня частина тіла поцяткована бурими пістрявинами, на грудях і череві виражені темні смуги. Доросле забарвлення птахи набувають після першої весняної линьки.
Американський сорокопуд відрізняється від сірого сорокопуда меншими розмірами, темно-сірим оперенням і більшою чорною маскою, яка повністю закриває очі. Він також має коротший лзьоб з менш помітним гачком. Їхні поклики схожі.

## Таксономія
Північний сорокопуд був офіційно описаний французьким орнітологом Луї П'єром В'єйо в 1808 році під його сучасною біномінальною назвою Lanius borealis. У XIX столітті північноамериканські орнітологи розглядали його як окремий вид від сірого сорокопуда (L. excubitor), тоді як європейські орнітологи вважали їх одним видом. Американський орнітолог Олден Міллер досліджував відмінності між сибірськими та аляскинськими популяціями у 1930 році і не зміг виявити значних відмінностей, тому він рекомендував визначати їх як один вид Lanius excubitor.
Дослідження мітохондріальної ДНК 2010 року виявило, що північний сорокопуд найбільше споріднений з південним сорокопудом (Lanius meridionalis) та степовим сорокопудом (Lanius pallidirostris), і що вони утворють кладу разом із клинохвостим сорокопудом (Lanius sphenocercus) та американським сорокопудом (Lanius ludovicianus).

### Підвиди
Виділяють п'ять підвидів:
- L. b. sibiricus Bogdanov, 1881 — гніздиться від Центрального і Східного Сибіру до півночі Монголії та Камчатки. Зимує на північному сході Китаю;
- L. b. bianchii Hartert, EJO, 1907 — гніздиться на Сахаліні та Курильських островах. Зимує на півночі Японії;
- L. b. mollis Eversmann, 1854 — гніздиться в Алтайських горах в Росії та на північному заході Монголії. Зимує на півночі Китаю;
- L. b. funereus Menzbier, 1894 — гори Тянь-Шань на заході КНР;
- L. b. borealis Vieillot, 1808 — гніздиться на Алясці та на півночі Канади, на південь до крайньої півночі Британської Колумбії і Альберти, півночі Онтаріо і Квебеку. Зимує на півдні Канади та в США.

## Екологія
Північні сорокопуди гніздяться на деревах, рідше на високих кущах. В кладці 3-9 яєць. Пташенята покидають гніздо через 20-21 день після вилуплення.
Як і інші представники родини, ведуть хижацький спосіб життя. Живляться великими комахами, дрібними птахами, плазунами та ссавцями. Велику здобич попередньо настромлюють на який-небудь гострий предмет — шипи рослин, колючий дріт тощо. Після цього перед вживанням вона розривається на частини за допомогою дзьоба.

## Збереження
МСОП класифікує цей вид як такий, що не потребує особливих заходів зі збереження. За оцінками дослідників, популяція північних сорокопудів становить від близько 1 мільйона птахів.